# Руберто, Франческо
Франче́ско Руберто (итал. Francesco Ruberto; род. 19 марта 1993, Швейцария) — итальянский футболист, вратарь швейцарского клуба « Сьон».

## Клубная карьера
Руберто — воспитанник клубов «Лечче», «Янг Бойз» и «Тун». 17 марта 2012 года в матче против «Дюрренаст» Франческо дебютировал в межрегиональной лиге Швейцарии. Летом 2013 года на правах свободного агента Руберто вернулся в «Тун». 22 сентября 2015 года в поединке против «Санкт-Галлен» он дебютировал в швейцарской Суперлиге.
4 марта 2020 года, Франческо стал игроком болгарского «Пирина» из Благоевграда. 7 марта в матче против «Литекс» он провёл первый матч во второй лиге Болгарии. В январе 2021 года подписал контракт с болгарским клубом «Септември» (Симитли). 13 февраля попал в заявку команды на матч против клуба «Литекс». В феврале того же года, расторг контракт с клубом.
Летом 2021 года на правах свободного агента перешёл в клуб «Шаффхаузен». 22 августа в матче против «Вадуц» он дебютировал в Челлендж-лиге.
1 июля 2023 года, Франческо перешёл в португальский клуб «Визела». 13 февраля 2024 года в матче против «Жил Висенте» Руберто дебютировал в Примейре. 18 февраля в поединке против «Бенфики» получил мышечную травму после года Николаса Отаменди и был заменён.